# Куботан

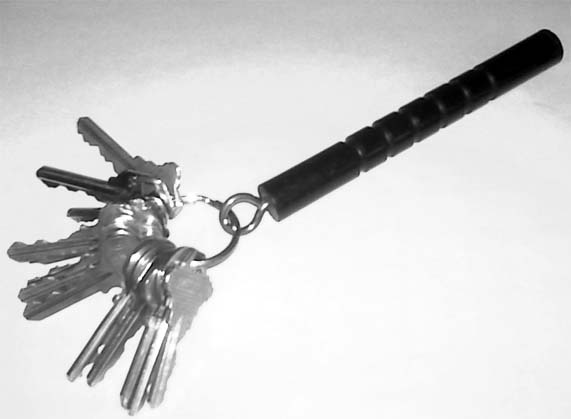
Куботан

Куботан (яп. クボタン, The Kubotan keychain) — брелок з ключами для самозахисту, розроблений Соке Кубота Такаюкі. Брелок для ключів, що цілком змінив концепцію беззбройної самооборони, як поліцейських, так і звичайних громадян. Куботан використовується в багатьох країнах світу, він не є наступальною чи холодною зброєю і тому не заборонений. Куботан дає своєму власнику можливість опиратися нападнику або мати змогу затримати фізично сильного підозрюваного. Для недосвідченого ока він виглядає як звичайна прикраса. Куботан є частиною спорядження поліції США та правоохоронців інших держав.

## Історія
Куботан є зареєстрованою торговою маркою гранд-майстра бойових мистецтв Соке Кубота Такаюкі.
Куботан був розроблений на основі явара як несмертельна зброя для працівників поліції, щоб затримувати підозрюваних без нанесення їм тяжких травм.
Ідея створення куботана пов'язана з колишнім начальником поліції Лос-Анджелеса Едвардом Девісом. Спілкуючись з Соке Кубота він назвав дві проблеми, з якими стикаються поліцейські під час роботи: перша проблема полягала в тому, що поліцейські мають бути обережні під час застосування сили відносно порушника, адже використання кийків часто засуджувалося населенням. Другою проблемою було те, що поліцейськими все частіше ставали жінки, які повинні були працювати нарівні з чоловіками. Тому Соке Кубота запропонував Куботан — новий вид несмертельної і ефективної зброї, що є невеликою за розмірами та зручною для будь-якої людини, незалежно від зросту і сили.
Куботан здобув популярність в середині 1970-х років, коли Соке Кубота вперше представив зброю для ознайомлення у Поліцейський Департамент Лос-Анджелеса (LAPD) і почав навчати жінок-офіцерів правильно його застосовувати.
Він вважається надзвичайно ефективним інструментом для впливу на волю підозрюваного, з мінімальним використанням сили при його застосуванні.

## Конструкція
Оригінальний Куботан — Kubotan keychain — являє собою жорсткий стрижень, виготовлений з пластика. Розміри і вага стрижня:
- довжина 14 см (5,5 дюйма);
- діаметр 1.5 см (0,56 дюймів);
- вага стрижня 2 унції (може змінюватися в залежності від матеріалу, з якого виготовлений куботан).

На корпусі оригінального куботана немає гострих деталей. Для додаткової зручності, він обрамлений шістьма канавками, що забезпечують додаткове зчеплення з долонею. На одному з кінців корпусу розміщується кільце для ключів.
Наразі, куботани виготовляють з найрізноманітніших матеріалів і різної форми. Вони можуть бути і алюмінієві, і з небезпечними шипами й загостреними конічними кутами, з захованими всередині лезами, клинками, сльозогінним газом, вогнепальні і т.і. Попри те, що подібна зброя існує під назвою куботан, оригінальною в ній залишилась лише основа. Оскільки подібні інтерпретації не є безпечними, носіння та виготовлення їх — заборонені.

## Концепція
Куботан часто порівнюють з явара, адже вони дуже схожі за розміром і формою. Окрім того, користуються ними за допомогою аналогічних технік, впливаючи на найбільш уразливі (больові) точки нападника. Методика його застосування тісно пов'язана з техніками різноманітних бойових мистецтв. Ця зброя може пристосовуватися до будь-якого виду бойового мистецтва, доповнюючи його при цьому.
Захиститись від нападників за допомогою куботан може будь-яка людина, незалежно від сили, зросту або навичок володіння бойовими мистецтвами.

## Техніка
Техніка використання куботан, яку практикують в поліції, базується на теорії «pain compliance». Це означає, що немає необхідності наносити травми злочинцеві (наприклад, для затримання, якщо доводиться застосовувати силу), досить просто вплинути на больові точки, щоб змусити його підкоритися, причому з мінімальним використанням сили. Є больові точки, вплив на які не зашкодить здоров'ю (наприклад, вздовж хребта, поруч із сонячним сплетінням, на руках і ногах), але є зони людського тіла (наприклад, горло, очі, пах) з якими потрібно бути дуже обережними, оскільки необережний й невмілий вплив на них, може призвести до серйозної травми. Незважаючи на це, техніка застосування куботан досить проста, звичайно ж, якщо мати уявлення про принцип впливу на больові точки. Наприклад, нападник, що знаходиться в стані наркотичного або алкогольного сп'яніння трохи інакше реагує на больові відчуття, ніж нормальна людина, чи може взагалі нічого не відчути, це потрібно враховувати.
Куботан може бути використаний як ударна, січна або тикова зброя, оскільки має дві активні частини: сам стрижень і ключі. При утриманні куботана в закритій долоні можна завдавати дошкульних ударів безпосередньо ключами по обличчю противника, що в свою чергу, під час сутички дає час на завдавання подальших ударів або час для того, щоб залишити місце нападу.
Традиційна техніка бойових прийомів з явара також застосовується і до куботан (удари по різних больових, чутливих точках). Але у куботан є свої відмінності, зумовлені конструкцією (зокрема, наявністю ключів), а тому й відмінності в прийомах.

## Специфіка застосування
У куботан є свої переваги (перед аналогами, наприклад, явар):
- Це брелок для ключів, а отже — цілком легальний (на відміну від явар, яка є зброєю) і в разі, якщо доведеться оборонятися від нападу на вулиці, вкрай малоймовірно, що через застосування куботан будуть проблеми з законом;
- Навіть якщо у зв'язці з куботан знаходиться всього кілька металевих ключів, вони все одно будуть ефективною зброєю;
- Ключі з брелоком люди зазвичай постійно носять з собою;
- Для поліцейських це варіант безпечної і ефективної зброї, якою не можна заподіяти шкоду з необережності.

Та поряд з перевагами, у даної зброї є й недоліки:
- Для використання куботан необхідно перебувати в безпосередній близькості до нападника, в деяких випадках це може бути дуже небезпечно;
- Дуже коротка область дії, що доводиться враховувати при використанні[4].

## Фільми
- Kubotan: The official Kubotan, Rising Sun Video Productions, ASIN B00011HJAW
- George Sylvan: The Persuader Kubotan & Yawara, Rising Sun Video Productions, ASIN B00065AXWE